# سیارک ۹۰۳۴
سیارک ۹۰۳۴ (به انگلیسی: 9034 Oleyuria، نامگذاری:1990QZ17) نه هزار و سی و چهارمین سیارک کشف شده‌است که در ۲۶ اوت ۱۹۹۰ کشف شد.
قدر مطلق سیارک برابر ۱۳٫۱۰ است.